# Engure
El municipi d'Engure (en letó: Engures novads) és un dels 110 municipis de la República de Letònia, que es troba localitzat al centre del país bàltic, i que té com a capital la localitat de Smārde. El municipi va ser creat l'any 2000 després d'una reorganització territorial.

## Ciutats i zones rurals
- Engures pagasts (zona rural)
- Lapmežciema pagasts (zona rural)
- Smārdes pagasts (zona rural)

## Població i territori
La seva població està composta per un total de 8.058 persones (2009). La superfície del municipi té uns 397,9 kilòmetres quadrats, i la densitat poblacional és de 20,25 habitants per kilòmetre quadrat.